# NGC 6726
NGC 6726 је рефлексиона маглина у сазвежђу Јужна круна која се налази на NGC листи објеката дубоког неба.
Деклинација објекта је - 36° 53' 29" а ректасцензија 19h 1m 39,2s. Привидна величина (магнитуда) објекта NGC 6726 износи 11,4. NGC 6726 је још познат и под ознакама ESO 396-N13.